# Prawo zero-jedynkowe Kołmogorowa
Prawo zero-jedynkowe Kołmogorowa – twierdzenie rachunku prawdopodobieństwa mówiące, że wszystkie zdarzenia w {\displaystyle \sigma }-ciele ogonowym rodziny niezależnych {\displaystyle \sigma }-ciał są pewne lub niemożliwe.

## Sformułowanie
Niech {\displaystyle (X_{n})_{n=1}^{\infty }} będzie ciągiem zmiennych niezależnych. Niech {\displaystyle {\mathcal {F}}_{n}} oznacza {\displaystyle \sigma }-ciało generowane przez zmienną {\displaystyle X_{n}.} Niech {\displaystyle {\mathcal {F}}_{n,\infty }} będzie {\displaystyle \sigma }-ciałem generowanym przez zmienne {\displaystyle (X_{k})_{k=n}^{\infty }.}
{\displaystyle {\mathcal {F}}_{\infty }=\cap _{n=1}^{\infty }{\mathcal {F}}_{n,\infty }}
nazywamy {\displaystyle \sigma }-ciałem ogonowym i dla każdego zdarzenia {\displaystyle A\in {\mathcal {F}}_{\infty }} jest {\displaystyle \mathbb {P} (A)=1} albo {\displaystyle \mathbb {P} (A)=0.}
Intuicyjnie prawo 0-1 oznacza, że zdarzenia zależące w każdym momencie tylko od przyszłości nie podlegają losowości, gdyż żadna informacja związana z dowolnym elementem ciągu nie jest istotna nieskończenie długo.

## Dowód
{\displaystyle \sigma }-ciało ogonowe jest {\displaystyle \sigma }-ciałem jako przecięcie {\displaystyle \sigma }-ciał. {\displaystyle \sigma }-ciała {\displaystyle {\mathcal {F}}_{n+1,\infty }} i {\displaystyle {\mathcal {G}}_{n}=\sigma ({\mathcal {F}}_{1},\dots ,{\mathcal {F}}_{n})} są dla dowolnego n niezależne, co wynika z niezależności {\displaystyle ({\mathcal {F}}_{n}).} {\displaystyle A\in {\mathcal {F}}_{n+1,\infty },} więc jest niezależne od {\displaystyle {\mathcal {G}}_{n}} dla każdego n. Z lematu o π- i λ-układach zastosowanego do λ-układu zdarzeń, których dowolny skończony podzbiór spełnia warunek niezależności od A wynika, że A jest niezależne od {\displaystyle \sigma ({\mathcal {G}}_{1},{\mathcal {G}}_{2},\dots )=\sigma ({\mathcal {F}}_{1},{\mathcal {F}}_{2},\dots )={\mathcal {F}}_{1,\infty }.} Ponieważ {\displaystyle A\in {\mathcal {F}}_{1,\infty }} zachodzi:
{\displaystyle \mathbb {P} (A)=\mathbb {P} (A\cap A)=\mathbb {P} (A)^{2},}
zatem {\displaystyle \mathbb {P} (A)=1} lub {\displaystyle \mathbb {P} (A)=0,} bo tylko te liczby spełniają {\displaystyle x^{2}=x.}

## Przykłady zdarzeń zσ{\displaystyle \sigma }-ciała ogonowego
- wystąpi nieskończenie wiele zdarzeń ze zdarzeń niezależnych {\displaystyle A_{1},A_{2},\dots } (Lematy Borela-Cantellego)
- szereg {\displaystyle \sum _{n=1}^{\infty }X_{n}} jest zbieżny
- ciąg {\displaystyle {\frac {\sum _{n=1}^{\infty }X_{n}}{n}}} jest ograniczony
- ciąg {\displaystyle {\frac {\sum _{n=1}^{\infty }X_{n}}{n}}} jest zbieżny (mocne Prawo wielkich liczb)